# Cybocephalus metallicus
Cybocephalus metallicus là một loài bọ cánh cứng trong họ Cybocephalidae. Loài này được Baudi miêu tả khoa học năm 1870.